# Грб Билеће
Грб Билеће је званични грб српске општине Билећа, усвојен у децембру 1998. године.
Грб је дизајнирало „Српско хералдичко друштво“ и у потпуности садржи све елементе савремене европске хералдике.

## Опис грба
Мали грб Билеће је плави крст на сребрном пољу, који израста из црвеног тробријега у дну и у мањем црвеном штиту на средини садржи сребрни двоглави орао златних кљунова и канџи. Средњи грб је у рондели с плаво-сребрним валовитим подножјем окружена плавом лентом са именом општине. У средини је мали грб надвишен сребрном бедемском круним са три грудобрана између двије храстове граничице са жировима. Велики грб приказује крунисани мали грб са чуварима на каменом подножју, између којих је плаво-сребрна таласасто поље на врховима двају црвених кула између којих је плава лента са именом општине. Оба чувара су усправљени крунисани лавови завијеног репа, десни вишекратно црвено-сребрно раздијељен држи заставу Српске на турнирском копљу, лијеви црвен држи заставу Билеће на турнирском копљу. Оба лава имају другу предњу ногу замијењену људском руком која држи сабљу, десно оклопљену, лијево голу. 
Застава Билеће је црвена са два бијела крста уз копље. Застава је према накиту грба породице Косача, херцега од Светог Саве Српског и господара Херцеговине из XV вијека. Чувари су преузети према накиту апокрифног грба Немањића и из грба Косача. Руке са сабљама подсјећају на грбове Раме (оклопљена) и Приморја (гола). Завијени репови лавова подсјећају на годину (13)88. када је херцег од Светог Саве Српског остварио велику побједу над Турцима у бици на Билећком пољу.